# Кобаясі Макото
Кобая́сі Мако́то (яп. 小林誠, こばやしまこと; 7 квітня 1944, Наґоя, Японія) — японський фізик, лауреат Нобелівської премії з фізики 2008 року. Співавтор відомої статті з порушення CP-симетрії. Стаття «CP Violation in the Renormalizable Theory of Weak Interaction»(1973), написана спільно з Тосіхіде Масукавою, на 2007 рік займає третє місце за кількістю цитувань серед статей з фізики високих енергій
(І друге, якщо відкинути роботи за співавторством). У цій роботі була введена матриця Кабіббо - Кобаясі - Маскави, що визначає параметри змішування кварків.
Гіпотеза, висловлена в статті, постулювала існування третього покоління кварків, яке було експериментально підтверджено через 4 роки з відкриттям b-кварка.

## Біографія
Кобаясі народився в місті Наґоя. Закінчив Наґойський університет, захистив в ньому докторську дисертацію в березні 1972. З 1972 працював в Кіотському університеті, з 1979 - в Національній лабораторії фізики високих енергій. З 2003 - директор Інституту досліджень частинок і ядра (підрозділ КЕК - Дослідницькій організації прискорювачів високих енергій, Цукуба). З червня 2006 на пенсії (професор Кека у відставці). Лауреат численних національних і міжнародних премій.
Макото Кобаясі двічі одружений і має двох дітей. У 1975 році він одружився з Сатіко Еномото, а в 1977 році у них народився син Дзюн'ітіро. Після смерті дружини Кобаясі одружився повторно в 1990 році, з Еміко Накаямою. Їхню доньку звуть Юко.

## Премії та нагороди
Кобаясі отримав у 1985 році премію Сакураї, в 2008 році нагороджений Орденом Культури і став лауреатом Нобелівської премії з фізики.